# أبو مسلم الأصفهاني
أبومسلم محمد بن بحر الأصفهاني  (254ـ322 قمري) هو من مفسري القرن الرابع المعتزلة ، كان كاتبا، نحويا، أديبا، متكلما، مفسرا، ومن رجال الدولة العباسية  لم تتواجد معلومات كثيرة عن حياته خاصة النصف الأول من عمره لكن بعض التحقيقات تشير إلى أنه ولد في أصفهان وابتدأ تعليمه فيها لكنه انتقل إلى بغداد من أجل إكمال دراسته هناك  حيث التقى بالبحتري فيها.

## مكانته العلمية
لايعد أبو مسلم مفسرا للقرآن فحسب بل كان له مكانة علمية في علوم أخرى  كان يجيد اللغة العربية وآدابها وينشد الشعر بالعربية والفارسية  كان فصيحا جدا وذو ذكاء وفهم وافر. وهذا ما أدى لأن يكون ممدوحا من قبل الآخرين.

## عقائده وآرائه
من المشهور عنه أنه أول مَنْ أنكر (النسخ في القرآن) في تاريخ الإسلام، ولم يسجَّل مُنْكِرٌ لهذه المسألة بعد هذا التاريخ، إلاّ في القرن المعاصر؛ حيث تابع جماعةٌ أبا مسلم الإصفهاني، وقاموا بإحياء نظريته مرة أخرى. وبالتدقيق في ظروف القرن الرابع والمعاصر نصل إلى نتيجة مفادها أن (شبهة تحريف القرآن ونقصانه) من الدوافع والخلفيات التي أفرزت إنكار النسخ، مضافاً إلى الدوافع السياسية والاجتماعية والاجتهادية والعقدية. كذلك أدَّتْ شبهات المستشرقين حول ظاهرة النسخ إلى أن يتصدّى مجموعة من العلماء المصريين إلى تأليف كتب مستقلّة في هذا الباب؛ في محاولة منهم لرفع كل شبهة عن ساحة القرآن
صنفه ابن مرتضى ضمن الطبقة الثامنة من طبقات المعتزلة ، ونظرا لتلقيه العلوم في بغداد ومصاحبته للبلخي فيجب أن ينسب إلى معتزلة مدرسة بغداد.

## في الحكومة العلوية
أدى قرب العقائد والأفكار بين المعتزلة والزيدية إلى انجذاب الحكومة العلوية في طبرستان إلى العالمين المعتزلين أبومسلم الأصفهاني وأبو القاسم البلخي بعد عودتهم إلى إيران ، كان أبو مسلم في سنين ما قبل عام 287ق معلما لمحمد بن زید الداعي (حکـ 270-287ق) الحاکم العلوي لطبرستان 

## تعاونه مع حکومة العباسيين
بدأ تعاون أبو مسلم مع حكومة العباسيين منذ سنة 300ق واختير من قبل الخليفةالمقتدر بالله (حکـ295-320ق) حاكما لأصفهان وفارس والمناطق المجاورة لها كما جاء في تأريخ قم أنه كان واليا عليها في سنة 309ق حيث عين مساحتها وفصل خراج العرب عن العجم فيها.

## آثاره
نسب لأبي مسلم عدة مؤلفات لكنها غير متوفرة في الزمن الحاضر، وهي:
- جامع التأویل لمحکم التنزیل، وهو تفسير للقرآن دَوَنَه المؤلف على أساس عقائد المذهب المعتزلي[13]
- مجموعه رسائل [14]
- الناسخ والمنسوخ
- کتاب في النحو [15]

## تفسيره
يعد تفسيره جامع التأويل لمحكم التنزيل من أبرز آثاره الذي دونه على أساس المذهب المعتزلي والإتجاه الفكري وهو يتكون من 14 أو 20 مجلد وهو غير متوفر حاليا لكن يمكن تلقي نظرياته من خلال ما نقل عن تفسيره في الكتب التفسيرية الأخرى خاصة تفسير مفاتيح الغيب للفخر الرازي ، ويُذكر أن أحد علماء الهند باسم سعيدالأنصاري قام بجمع هذه المنقولات في كتاب واحد تحت عنوان ملتقط جامع التأويل لمحكم التنزيل وتم طبعه في الهند سنة 1340 ق /1921م كما استخرج الكاتب جميع أقوال أبي مسلم من تفسيري مجمع البيان ومفاتيح الغيب وبعد التحقيق والبحث دون الكتاب تحت عنوان تحقيق في تفسير أبي مسلم محمد بن بحر الأصفهاني برواية الطبرسي في مجمع البيان والرازي في مفاتيح الغيب وبهذا تم إحياء تفسير قديم وصونه من الاندثار  كان هذا التفسير ذو شهرة كبيرة إلى درجة أن القاضي عبد الجبار عندما ذكر أبو مسلم في طبقات المعتزلة عرّفه بتفسيره هذا  ومما زاد في أهمية هذا التفسير أن المفسرين سواءا من المعتزلة أو الشيعة قد استفادوا كثيرا من هذا التفسير من بعد أبي مسلم، من جملتهم القاضي عبدالجبار المعتزلي، الحاکم الجشمي ، السيد المرتضى ، الطبرسي  ، أبو الفتوح الرازي  كما نقل الطوسي باختصار عن ابن مسلم في مقدمة تفسير التبيان  كما نقل فخر الدين الرازي الكثير عن هذا التفسير.